# Abulfate Cã
Abulfate Cã Zande (em persa: ابوالفتح خان زند‎‎; romaniz.: Abul-Fatḥ Khān Zand; 1755/1756 – 1787) foi o terceiro xá da dinastia Zande, e governou o Império Afexárida entre 6 de março a 22 de agosto de 1779.

## Biografia
Depois da morte de Carim Cã em 1779, duas facções emergiram, uma delas apoiando Abulfate, e outra apoiando o seu irmão mais novo Maomé Ali Cã. Ambos ainda eram jovens, e eram apenas peões no jogo do poder. O irmão de Carim Cã, Zaqui Cã, planejou proclamar Maomé Ali Cã, seu próprio genro, como xá da Pérsia, mas pouco depois, ele também fez de Abulfate governante conjunto da Pérsia. Maomé Ali e Abulfate tinham apenas poder nominal durante seus reinados, já que seu tio era o mestre efetivo do governo. E outro irmão de Carim Cã, Sadique Cã Zande, saiu de Xiraz, que era a capital, e criou um exército em Carmânia para mostrar apoio a Abulfate Cã, Zaqui Cã até prendeu Abulfate.